# Кадавал
Кадава́л (порт. Cadaval; МФА: [kɐ.dɐ.ˈvaɫ]) — муніципалітет і містечко в Португалії, в окрузі Лісабон. Розташований у західній частині країни, на теренах історичної португальської провінції Ештремадура. Належить до Лісабонського патріархату Католицької церкви в Португалії. Права міського самоврядування має з 1371 року. Поділяється на 7 парафій. За адміністративним поділом, чинним до 1976 року, був складовою провінції Ештремадура. Площа муніципалітету — 174,89 км², населення муніципалітету — 14228 ос. (2011); густота населення — 81,35 осіб/км²
. Патрон — Діва Марія. Святковий день муніципалітету — 13 січня. Поштовий індекс — 2550.  Код місцевої адміністративної одиниці — 1104. Складова статистичного регіону Центр.

## Географія
Кадавал розташований на заході Португалії, на півночі округу Лісабон.
Кадавал межує на півночі з муніципалітетом Калдаш-да-Раїня, на сході — з муніципалітетами Ріу-Майор і Азамбужа, на півдні — з муніципалітетом Аленкер, на південному заході — з муніципалітетом Торреш-Ведраш, на заході — з муніципалітетом Лорінян, на північному заході — з муніципалітетом Бомбаррал.

## Історія
Перші залишки людських поселень знайдені на території Кадавала, відносяться до часів неоліту.
1371 року португальський король Фернанду I надав Кадавалу форал, яким визнав за поселенням статус містечка та муніципальні самоврядні права.

## Населення
| Кількість мешканців | Кількість мешканців | Кількість мешканців | Кількість мешканців | Кількість мешканців | Кількість мешканців | Кількість мешканців | Кількість мешканців | Кількість мешканців | Кількість мешканців | Кількість мешканців | Кількість мешканців | Кількість мешканців | Кількість мешканців | Кількість мешканців |
| ------------------- | ------------------- | ------------------- | ------------------- | ------------------- | ------------------- | ------------------- | ------------------- | ------------------- | ------------------- | ------------------- | ------------------- | ------------------- | ------------------- | ------------------- |
| 1864                | 1878                | 1890                | 1900                | 1911                | 1920                | 1930                | 1940                | 1950                | 1960                | 1970                | 1981                | 1991                | 2001                | 2011                |
| 6 774               | 8 270               | 9 998               | 10 731              | 11 620              | 12 584              | 14 728              | 15 737              | 17 012              | 17 287              | 14 058              | 14 474              | 13 516              | 13 943              | 14 228              |

## Парафії
- Алгубер
- Вермеля
- Вілар
- Кадавал
- Ламаш
- Паїню
- Перал
- Перу-Моніш
- Серкал
- Фігейруш

## Економіка, побут, транспорт
Економіка району головним чином представлена харчовою промисловістю, сільським і лісовим господарством.
Серед архітектурних пам'яток відзначають залишки двох монастирів (один з них був першою власністю домініканців на території Португалії), церкву «матріж», колишню королівську фабрику по виробництву льоду 18 ст., дві каплиці.
Кадавал як і муніципалітет в цілому має добре розвинуту транспортну мережу, з'єднаний з Лісабоном платною швидкісною автомагістраллю А-8. Має залізничну станцію приміського сполучення (Лінія Оеште).

## Галерея

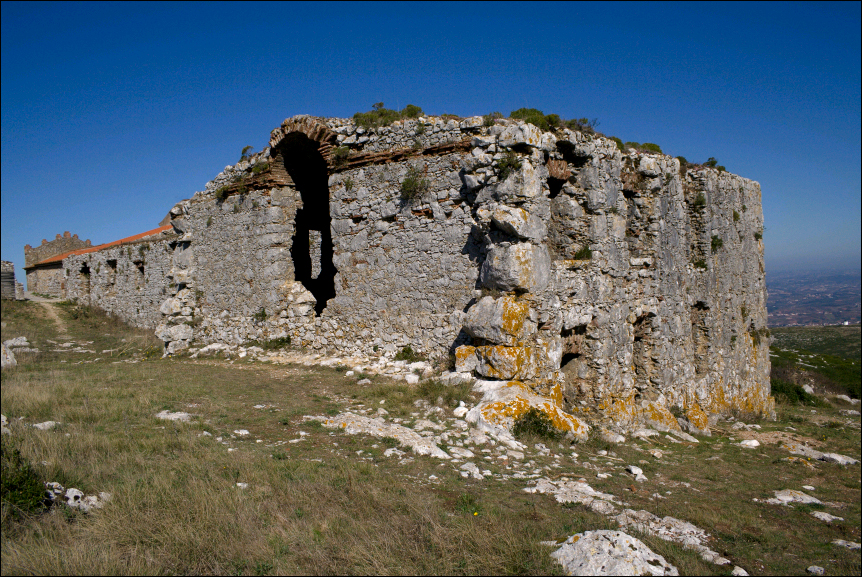
Залишки домініканського монастиря 17 ст.
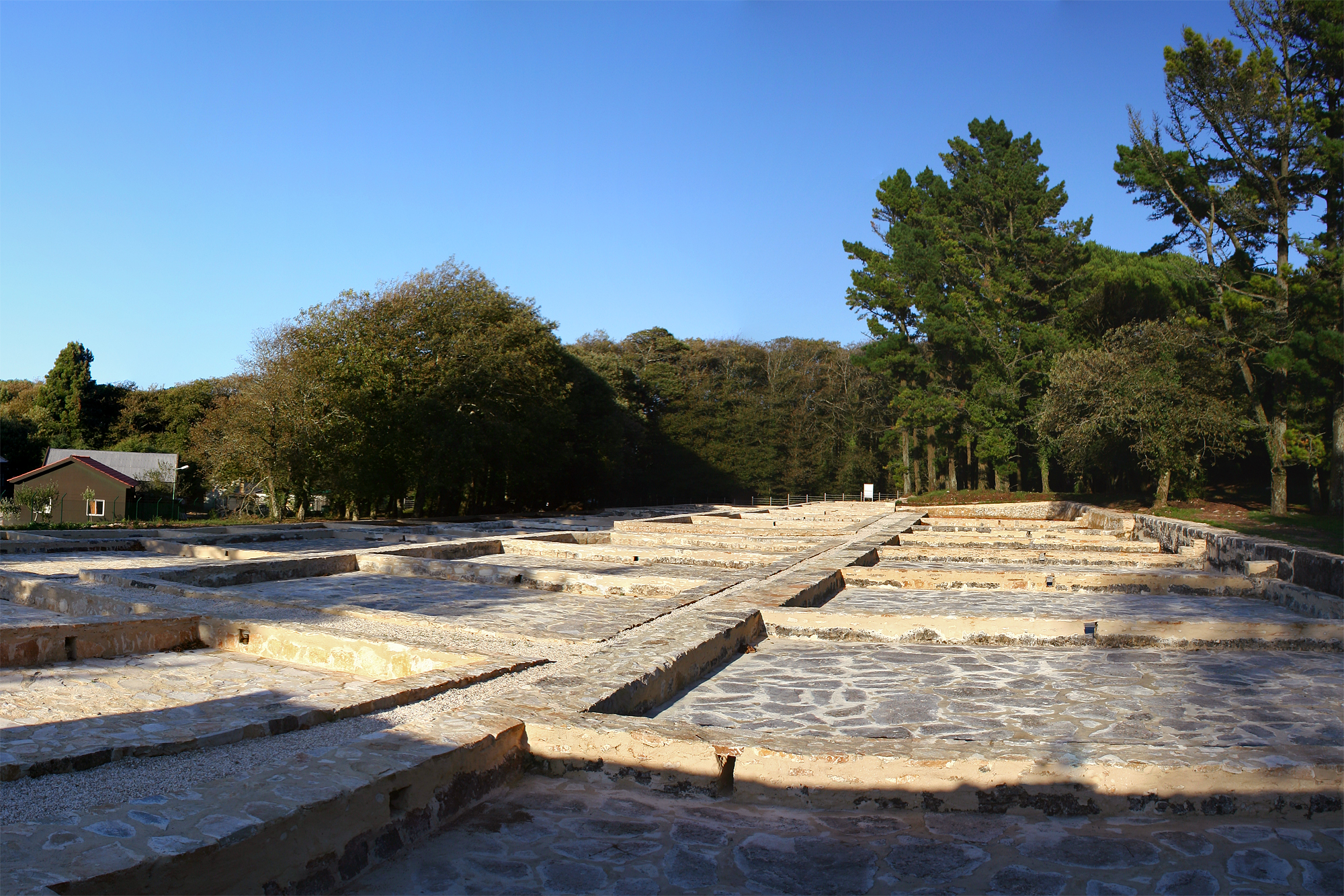
Королівська фабрика по виробництву льоду 18 ст.